# Shim Hyeong-tak
Shim Hyeong-tak (ur. 12 stycznia 1978 w Seulu) – południowokoreański aktor filmowy, teatralny i telewizyjny.

## Wybrana Filmografia
- 2003: Baek-su-tal-chul
- 2004: Lalkarz jako Kim Tae-seong (model)
- 2013: Sik-sya-leul hab-si-da jako Hak-moon Lee, prawnik
- 2015: I-hon-byeon-ho-sa-neun yeon-ae jung jako Min-gyoo Bong
- 2017: Yeob-gi-jepk-in Geu-nyeo jako Choon-Poong